# Conqueror
A FV214 Conqueror harckocsi, a Brit Szárazföldi Erők által használt nehézharckocsi, 1955-től 1966-ig állt szolgálatban a Nyugat-Németországban állomásozó brit csapatok alkalmazásában. A harckocsi kifejlesztése válasz volt a szovjet ISZ–3 nehézharckocsira és egy nagyobb 120 mm-es löveggel volt fölszerelve, mint a kortárs Centurion harckocsi.